# 2017-es közel-keleti TCR-szezon
A 2017-es közel-keleti TCR-szezon a közel-keleti TCR-bajnokság első évada volt. A bajnokság január 13.-án vette kezdetét Abu-Dzabiban és Bahreinben ért véget március 11.-én. A bajnokságot Josh Flies nyerte meg. A Liqui Moly Team Engstler alakulata megnyerte a csapatok számára kiírt bajnokságot.

## Csapatok és versenyzők
| Csapat                   | Autó                     | #   | Versenyző         | Fordulók |
| ------------------------ | ------------------------ | --- | ----------------- | -------- |
| Liqui Moly Team Engstler | Volkswagen Golf GTI TCR  | 7   | Stefan Goede      | 1–2      |
| Liqui Moly Team Engstler | Volkswagen Golf GTI TCR  | 8   | Luca Engstler     | Összes   |
| Liqui Moly Team Engstler | Volkswagen Golf GTI TCR  | 9   | Maťo Homola       | 1        |
| Liqui Moly Team Engstler | Volkswagen Golf GTI TCR  | 10  | Giacomo Altoè     | 3        |
| Liqui Moly Team Engstler | Volkswagen Golf GTI TCR  | 11  | Filip Sládecka    | 1        |
| Liqui Moly Team Engstler | Volkswagen Golf GTI TCR  | 46  | Brandon Gdovic    | Összes   |
| Top Run Motorsport       | Subaru WRX STi TCR       | 10  | Giacomo Altoè     | 2        |
| Top Run Motorsport       | Subaru WRX STi TCR       | 12  | Luigi Ferrara     | 1        |
| Mulsanne Racing          | Alfa Romeo Giulietta TCR | 16  | Davit Kajaia      | 2–3      |
| Mulsanne Racing          | Alfa Romeo Giulietta TCR | 88  | Michela Cerruti   | 1        |
| Lap57 Motorsports        | Honda Civic TCR          | 57  | Mohammed Al Owais | 2        |
| Lap57 Motorsports        | Honda Civic TCR          | 75  | Josh Files        | 2–3      |
| CadSpeed Racing          | Audi RS 3 LMS TCR        | 108 | James Kaye        | 1        |
| Red Camel-Jordans.nl     | Seat León TCR            | 303 | Kane Astin        | 1        |

## Versenynaptár
A 2017-es versenynaptárat 2016. november 15.-én jelentették be.
| Verseny | Verseny | Pálya                                  | Pályarajz | Dátum       | Fő esemény                                                  |
| ------- | ------- | -------------------------------------- | --------- | ----------- | ----------------------------------------------------------- |
| 1       | 1       | Dubai Autodrome, Dubaj                 | Dubai     | január 13.  | Dubaji 24 órás verseny                                      |
| 1       | 2       | Dubai Autodrome, Dubaj                 | Dubai     | január 13.  | Dubaji 24 órás verseny                                      |
| 2       | 3       | Yas Marina Circuit, Abu-Dzabi          | Abu-Dzabi | február 10. | Yas Racing Series TRD 86 kupa közel-keleti Porsche GT3 kupa |
| 2       | 4       | Yas Marina Circuit, Abu-Dzabi          | Abu-Dzabi | február 11. | Yas Racing Series TRD 86 kupa közel-keleti Porsche GT3 kupa |
| 3       | 5       | Bahrain International Circuit, Bahrein |           | március 11. |                                                             |
| 3       | 6       | Bahrain International Circuit, Bahrein |           | március 11. |                                                             |

## Összefoglaló
| Verseny | Verseny | Helyszín                              | Pole-pozíció  | Leggyorsabb kör | Győztes        | Győztes                  | Győztes                 | Listavezető    | Előny |
| Verseny | Verseny | Helyszín                              | Pole-pozíció  | Leggyorsabb kör | versenyző      | csapat                   | autó                    | Listavezető    | Előny |
| ------- | ------- | ------------------------------------- | ------------- | --------------- | -------------- | ------------------------ | ----------------------- | -------------- | ----- |
| 1       | 1       | Dubai Autodrome, Dubaj                | Luca Engstler | Maťo Homola     | Luca Engstler  | Liqui Moly Team Engstler | Volkswagen Golf GTI TCR | Brandon Gdovic | 5     |
| 1       | 2       | Dubai Autodrome, Dubaj                |               | Maťo Homola     | Brandon Gdovic | Liqui Moly Team Engstler | Volkswagen Golf GTI TCR | Brandon Gdovic | 5     |
| 2       | 3       | Yas Marina Circuit, Abu-Dzabi         | Josh Files    | Josh Files      | Josh Files     | Lap57 Motorsports        | Honda Civic TCR         | Brandon Gdovic | 6     |
| 2       | 4       | Yas Marina Circuit, Abu-Dzabi         |               | Josh Files      | Josh Files     | Lap57 Motorsports        | Honda Civic TCR         | Brandon Gdovic | 6     |
| 3       | 5       | Bahrain International Circuit, Szahír | Josh Files    | Josh Files      | Josh Files     | Lap57 Motorsports        | Honda Civic TCR         | Josh Files     | 5     |
| 3       | 6       | Bahrain International Circuit, Szahír |               | Davit Kajaia    | Josh Files     | Lap57 Motorsports        | Honda Civic TCR         | Josh Files     | 5     |

## A bajnokság végeredménye

### Pontrendszer
- Időmérő edzés:

| Helyezés | 1. | 2. | 3. | 4. | 5. |
| -------- | -- | -- | -- | -- | -- |
| Pont     | 5  | 4  | 3  | 2  | 1  |

- Versenyek:

| Helyezés | 1. | 2. | 3. | 4. | 5. | 6. | 7. | 8. | 9. | 10. |
| -------- | -- | -- | -- | -- | -- | -- | -- | -- | -- | --- |
| Pont     | 25 | 18 | 15 | 12 | 10 | 8  | 6  | 4  | 2  | 1   |

### Versenyzők
(1–5 az időmérő edzésen elért pozíció; Félkövér: pole-pozíció, dőlt: leggyorsabb kör, a színkódokról részletes információ itt található)
| Helyezés | Versenyző         | DUB | DUB | ABU | ABU | BHR | BHR | Pont |
| -------- | ----------------- | --- | --- | --- | --- | --- | --- | ---- |
| 1        | Josh Files        |     |     | 1   | 1   | 1   | 1   | 110  |
| 2        | Brandon Gdovic    | 3   | 1   | 4   | 4   | 24  | 2   | 105  |
| 3        | Luca Engstler     | 1   | 6   | 6†  | 3   | 3   | Ki  | 79   |
| 4        | Davit Kajaia      |     |     | 2   | 2   | Ni2 | 4†  | 56   |
| 5        | Giacomo Altoè     |     |     | 3   | Ni  | 45  | 3   | 46   |
| 6        | Stefan Goede      | 5   | 4   | 7†  | 5   |     |     | 38   |
| 7        | Maťo Homola       | 62  | 2   |     |     |     |     | 30   |
| 8        | James Kaye        | 4   | 5   |     |     |     |     | 22   |
| 9        | Michela Cerruti   | 25  | Ki  |     |     |     |     | 19   |
| 10       | Filip Sládecka    | 8   | 3   |     |     |     |     | 19   |
| 11       | Mohammed Al Owais |     |     | 5   | Ki  |     |     | 11   |
| 12       | Kane Astin        | 7   | Ki  |     |     |     |     | 6    |
| 13       | Luigi Ferrara     | Ki4 | Ni  |     |     |     |     | 2    |

### Csapatok
| Helyezés | Csapat                   | DUB | DUB | ABU | ABU | BHR | BHR | Pont |
| -------- | ------------------------ | --- | --- | --- | --- | --- | --- | ---- |
| 1        | Liqui Moly Team Engstler | 1   | 2   | 4   | 3   | 23  | 2   | 210  |
| 1        | Liqui Moly Team Engstler | 32  | 1   | 6†  | 4   | 34  | 3   | 210  |
| 2        | Lap57 Motorsports        |     |     | 1   | 1   | 1   | 1   | 121  |
| 2        | Lap57 Motorsports        |     |     | 5   | Ki  |     |     | 121  |
| 3        | Mulsanne Racing          | 25  | Ki  | 2   | 2   | Ni2 | 4†  | 60   |
| 4        | CadSpeed Racing          | 46  | 5   |     |     |     |     | 28   |
| 5        | Top Run Motorsport       | Ki4 | Ni  | 3   | Ni  |     |     | 21   |
| 6        | Red Camel-Jordans.nl     | 5   | Ki  |     |     |     |     | 10   |

## Külső hivatkozások
- A TCR Közel-Keleti széria honlapja